# Panamacebus
 Panamacebus  ist eine ausgestorbene Gattung der Primaten, die während des frühen Miozäns in Zentralamerika vorkam. In Panama entdeckte Fossilien, die zu dieser Gattung gestellt werden, wurden in die Zeit vor 20,9 Millionen Jahren datiert. Einzige bislang beschriebene Art der Gattung ist Panamacebus transitus, ein vermutlich naher Verwandter der heute lebenden Kapuzineraffen. Gattung und Art wurden erstmals 2016 wissenschaftlich beschrieben.

## Namensgebung
Die Bezeichnung der Gattung Panamacebus verweist zum einen auf den Fundort in Panama, zum anderen auf die Primaten-Gattung Cebus, die namensgebend ist für die Primaten-Familie der Kapuzinerartigen (Cebidae) und der auch die fossile Gattung Panamacebus zugeordnet wurde. Panamacebus bedeutet somit sinngemäß „Kapuziner aus Panama“. Das Epitheton der bislang einzigen wissenschaftlich beschriebenen Art, Panamacebus transitus, bedeutet im Lateinischen „Durchgangsort“, „Durchzug“, „Übertritt“ und nimmt auf die unterstellte frühe Ausbreitung der Kapuzinerartigen von Südamerika nach Nordamerika Bezug.

## Erstbeschreibung
Als Holotypus der Gattung und zugleich der Typusart Panamacebus transitus wurde in der Erstbeschreibung ein linker, oberer erster Molar (M1, Sammlungsnummer UF 280128) ausgewiesen, dem sechs weitere Zähne – vermutlich vom gleichen Individuum – als Paratypen zur Seite gestellt wurden: ein linker, oberer zweiter Molar (M2), ein teilweise erhaltener linker, unterer erster Schneidezahn (I1), ein rechter, unterer zweiter Schneidezahn (I2), ein rechter unterer Eckzahn (C1) sowie zwei linke untere Prämolaren (P2 und (P4). Diese sieben einzeln aufgefundenen Zähne sind die einzigen bislang bekannten Belege für Panamacebus.
Die Zähne wurden von dem Postdoc Aaron R. Wood am östlichen Hang des Panamakanals in der Fundstelle Lirio Norte entdeckt, im oberen Bereich der Las-Cascadas-Formation. Die Fundstelle war wegen der Verbreiterung des Panamakanals von Pflanzenbewuchs befreit worden. Aufgrund vorhandener Ablagerungen eines Vulkanausbruchs konnte für die Zähne anhand der Uran-Blei-Datierung von magmatischen Zirkonen ein Alter von 20,93 ± 0,17 Millionen Jahren berechnet werden. Aus der Größe der Zähne wurde das Gewicht eines Exemplars von Panamacebus transitus rekonstruiert; es handelte sich bei dieser Art demnach um einen mittelgroßen Primaten mit einem Körpergewicht von ca. 2,7 Kilogramm. Die Merkmale der Zähne unterscheiden ihn der Erstbeschreibung zufolge insbesondere von den der miozänen Kapuzinerartigen-Gattung Acrecebus, aber auch von der Gattung Neosaimiri, den engen fossilen Verwandten der Totenkopfaffen (Saimiri).

## Bedeutung der Funde
Panamacebus gilt als frühester Beleg für die Ausbreitung der Neuweltaffen von Südamerika nach Nordamerika, da die Fundstelle geologisch-geografisch bereits zu Nordamerika gehört. Vor 21 Millionen Jahren bildete Panama die äußerste Südspitze von Nordamerika; Südamerika war damals noch durch eine schmale Meerenge vom Norden getrennt, da sich der Isthmus von Panama erst vor rund drei Millionen Jahren schloss. Die Forscher gehen daher davon aus, dass die Affen auf „Flößen“ aus Pflanzenmaterial oder Treibholz die Meerenge überquerten; bis zur Entdeckung der Gattung waren die ältesten Belege für diese Form der Ausbreitung 8,5 bis 9 Millionen Jahre alt.

## Belege
1. 1 2 3  Jonathan I. Bloch, Emily D. Woodruff, Aaron R. Wood, Aldo F. Rincon, Arianna R. Harrington, Gary S. Morgan, David A. Foster, Camilo Montes, Carlos A. Jaramillo, Nathan A. Jud, Douglas S. Jones, Bruce J. MacFadden: First North American fossil monkey and early Miocene tropical biotic interchange. In: Nature. Band 533, 2016, S. 243–246, doi:10.1038/nature17415.
2. ↑  Paleontologists find North America's oldest monkey fossil along Panama Canal. Auf: eurekalert.org vom 21. April 2016.